# Polígono dual

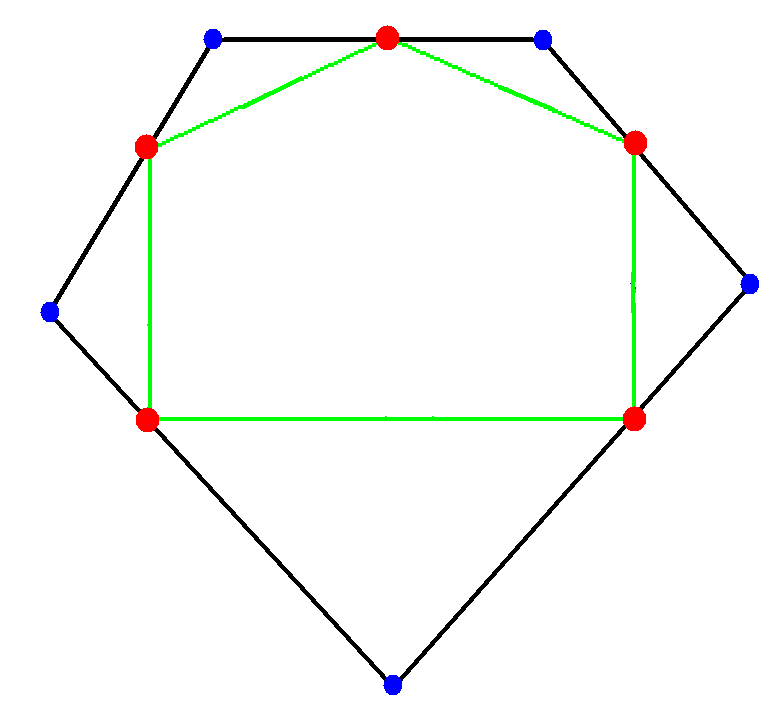
Dos pentágonos duales

En geometría, se denominan polígonos duales a parejas de figuras en las que los vértices de una se corresponden con las aristas de la otra y viceversa.

## Definición alternativa
En principio se consideran polígonos simples que incluyen los convexos y cóncavos.
El polígono E es dual del polígono simple F,  si los vértices de E están en los puntos medios del polígono F. 

### Ejemplos
1. Un rombo es dual de un rectángulo y viceversa.
2. El dual de un cuadrado es otro cuadrado. Por ello se dice que un cuadrado es autodual.
3. El dual de un cuadrilátero cóncavo biisósceles es un trapecio isósceles
4. El dual de un deltoide es un trapecio isósceles. Y el dual de este es deltoide .
5. El dual de un romboide es un romboide.[1]
6. El dual de un triángulo rectángulo es un triángulo rectángulo.

## Propiedades

Poliedros conjugados, mostrando una cara rómbica como la cara dual de una cara rectangular, resultado de truncar los vértices de un poliedro o de limar sus aristas.

Los polígonos regulares son autoduales.
El dual de un polígono isogonal (cuya distribución de vértices posee la propiedad transitiva) es un polígono isotoxal (cuya distribución de aristas también es transitiva). Por ejemplo, un rectángulo (isogonal) y un rombo (isotoxal) son duales.
En un polígono cíclico, los lados más largos corresponden a los ángulos interiores más grandes en el dual (un polígono tangencial), y los lados más cortos a ángulos más pequeños. Además, los lados congruentes en el polígono original producen ángulos congruentes en el dual, y viceversa. Por ejemplo, el dual de un triángulo isósceles muy agudo es un triángulo isósceles obtuso.
En un poliedro conjugado, según la construcción de Dorman Luke, cada una de sus caras es el polígono dual de la correspondiente figura de vértice.

## Dualidad en cuadriláteros
Como ejemplo de la dualidad entre ángulos y aristas de los polígonos, se comparan las propiedades de los cuadriláteros cíclicos y de los cuadriláteros circunscritos.
| Cuadrilátero cíclico                                             | Cuadrilátero tangencial                                        |
| ---------------------------------------------------------------- | -------------------------------------------------------------- |
| Circunferencia circunscrita                                      | Circunferencia inscrita                                        |
| Las mediatrices de los lados son concurrentes en el circuncentro | Las bisectrices de los ángulos son concurrentes en el incentro |
| Las sumas de los dos pares de ángulos opuestos son iguales       | Las sumas de los dos pares de lados opuestos son iguales       |

Esta dualidad es quizás aún más clara cuando se compara un trapecio isósceles con un deltoide.
| Trapecio isósceles                                      | Deltoide                                                  |
| ------------------------------------------------------- | --------------------------------------------------------- |
| Dos pares de ángulos adyacentes iguales                 | Dos pares de lados adyacentes iguales                     |
| Un par de lados opuestos iguales                        | Un par de ángulos opuestos iguales                        |
| Un eje de simetría a través de un par de lados opuestos | Un eje de simetría a través de un par de ángulos opuestos |
| Circunferencia Circunscrita                             | Circunferencia Inscrita                                   |

## Tipos de dualidad

### Rectificación
La construcción cualitativamente más simple de un polígono dual es una operación de rectificación, donde los lados de un polígono son truncados hasta los vértices situados en el centro de cada lado original. Se forman nuevas aristas entre estos nuevos vértices.
Esta construcción no es reversible. Es decir, el polígono generado al aplicarlo dos veces no es en general similar al polígono original.

### Reciprocidad polar
Al igual que con los poliedros duales, se puede tomar una circunferencia (ya sea inscrita o circunscrita, o si ambas existen, su circunferencia media) y determinar la recta polar respecto a él.

### Dualidad proyectiva
Bajo la dualidad proyectiva, el dual de un punto es una recta, y el de una recta es un punto. Por lo tanto, el dual de un polígono es otro polígono, con los lados del original correspondientes a los vértices del dual y viceversa.
Desde el punto de vista de una curva dual, donde a cada punto de una curva se le asocia su línea tangente en ese punto, la dualidad proyectiva se puede interpretar así:
- Cada punto en un lado de un polígono tiene la misma línea tangente, que está de acuerdo con el lado en sí mismo, por lo que todos se asignan al mismo vértice en el polígono dual.
- En un vértice, las "rectas tangentes" a ese vértice son todas las rectas que pasan a través de ese punto formando un ángulo entre los dos lados contiguos: los puntos duales a estas líneas forman entonces un lado del polígono dual.

### Combinatoriamente
Combinatoriamente, se puede definir un polígono como un conjunto de vértices, un conjunto de lados y una relación de incidencia (que los vértices y los lados se toquen o no): dos vértices adyacentes determinan un lado, y dualmente, dos lados adyacentes determinan un vértice. Entonces el polígono dual se obtiene simplemente cambiando los vértices y los lados.
Así, para el triángulo con los vértices {A, B, C} y los lados {AB, BC, CA}, el triángulo dual tiene los vértices {AB, BC, CA} y los lados {B, C, A}, donde B conecta AB & BC, y así sucesivamente.
Este no es un camino particularmente fructífero, ya que combinatoriamente, hay una sola familia de polígonos (dada por el número de lados); la dualidad geométrica de los polígonos es más variada, al igual que en el caso de los poliedros conjugados combinatoriamente.